# Represa La Becerra
La represa la Becerra es un embalse de usos múltiples en una de las masas de aguas represadas más importantes del Municipio Pedro Zaraza, Estado Guárico, Venezuela. Está ubicada cerca de la ciudad de Zaraza, y fue construida para fuente de agua potable y para riego, aumentando la fertilidad de las tierras de la región, el afluente más importante de esta masa de agua es el río Ipire, el cual desemboca en el río Unare, cerca del Sector la Florida de la Ciudad de Zaraza. 
Ubicación:
* Se encuentra en el caserío La Becerra, aproximadamente a 36 kilómetros de Zaraza, en el Estado Guárico.
* Forma parte de la cuenca del Río Unare, recibiendo afluencia de ríos como el Ipire, Santa Inés y Santa Lucía.
Historia y Construcción:
* Inicio de la construcción: 1961, durante la administración de Rómulo Betancourt.
* Inauguración: Se inauguró durante el primer gobierno del Expresidente de Venezuela Rafael Caldera.
* Periodo de construcción (más específico): 1968-1973 (según algunas fuentes).
* Proyectista: Hipólito Kwiers Rodríguez.
Tamaño y Capacidad:
* Capacidad total: 426 millones de metros cúbicos.
* Superficie: 1.780 hectáreas (según algunas fuentes) o 6.625 hectáreas (según otras). Es importante notar esta discrepancia en las fuentes, siendo la de 1.780 ha la más frecuentemente citada en relación con los embalses de la cuenca del río Unare.
Propósito y Finalidad:
El Embalse La Becerra es un embalse de usos múltiples, con las siguientes finalidades principales:
* Abastecimiento de agua potable: Suministra agua potable a la población de Zaraza.
* Riego: Contribuye al riego de tierras agrícolas en la región.
* Control de inundaciones: Ayuda a regular y controlar las crecidas de los ríos de su cuenca, mitigando inundaciones.
Estado Actual:
* Se han realizado estudios de batimetría en este embalse, los cuales han indicado la existencia de socavación del fondo en el embalse. Esto es un aspecto importante para su monitoreo y mantenimiento continuo.
En resumen, el Embalse La Becerra es una infraestructura hídrica vital para la región de Zaraza, en Guárico, con un rol crucial en el suministro de agua, el riego agrícola y la prevención de inundaciones. Su construcción se extendió a lo largo de los años 60 y principios de los 70, y sigue siendo objeto de seguimiento para garantizar su correcto funcionamiento.